# Конячів
Коня́чів (пол. Koniaczów) — село у Польщі, у гміні Ярослав Ярославського повіту Підкарпатського воєводства. Знаходиться на відстані 5 км на північний схід від Ярослава у Надсянні. Населення — 563 особи (2011).

## Історія
Відповідно до «Географічного словника Королівства Польського» село належало до Ярославського повіту, знаходилося в родючій місцевості, при дорозі з Ярослава до Цешанува. В селі не було власної церковної парафії. Греко-католики належали до парафії в селі Сурохові Ярославського деканату Перемишльської єпархії, а римо-католики — до парафії у Ярославі. Згідно з переписом 1881 року в селі було 227 мешканців. Проте відповідно до церковних даних, тоді було 17 римо-католиків та 223 греко-католики..
У 1912 р. селяни звели дерев'яну богослужбову каплицю о. Николая, яка була філіяльною церквицею парафії у Сурохові.
Після окупації поляками Галичини село входило до Ярославського повіту Львівського воєводства Польщі, а після укрупнення ґмін 1 серпня 1934 року включене до ґміни Муніна. На 01.01.1939 в селі проживало 480 мешканців, з них 300 українців-грекокатоликів, 80 українців-римокатоликів (у кінці 1930-х перейшли на римо-католицький обряд), 20 поляків, 80 польських колоністів міжвоєнного періоду. Після анексії СРСР Західної України в 1939 році село включене до Ляшківського району Львівської області.
16 серпня 1945 року Москва підписала й опублікувала офіційно договір з Польщею про встановлення лінії Керзона українсько-польським кордоном. Українці не могли протистояти антиукраїнському терору після Другої світової війни. Частину добровільно-примусово виселили в СРСР (135 осіб — 30 родин опинилися в населених пунктах Тернопільської області). Решта українців попала в 1947 році під етнічну чистку під час проведення Операції «Вісла» і була депортована на понімецькі землі у західній та північній частині польської держави, що до 1945 належали Німеччині.
У 1975—1998 роках село належало до Перемишльського воєводства.

## Демографія
Демографічна структура станом на 31 березня 2011 року:
|          | Загалом | Допрацездатний вік | Працездатний вік | Постпрацездатний вік |
| -------- | ------- | ------------------ | ---------------- | -------------------- |
| Чоловіки | 282     | 70                 | 191              | 21                   |
| Жінки    | 281     | 70                 | 177              | 34                   |
| Разом    | 563     | 140                | 368              | 55                   |